# Fahriye Sultan
Fahriye Sultan, jindy uváděna jako Fethiye Sultan (cca 1590/1594 – po roce 1641 nebo v roce 1656), byla osmanská princezna a dcera osmanského sultána Murada III.

## Život
Fahriye Sultan se narodila v letech 1590–1594 jako dcera sultána Murada III. Její matka je neznámá. Podle některých zpráv měla Fahriye více než padesát bratrů a sester, kteří se nedožili dospělosti a nebo zemřeli krátce po porodu. Není jisté, jestli měla Fahriye sourozence, kteří by měli stejnou matku jako ona. 
Když v roce 1595 zemřel její otec, nastoupil na trůn její nejstarší bratr Mehmed III. V té době žilo ještě dalších 19 synů zesnulého sultána Murada, které nechal nový sultán Mehmed popravit. Všechny konkubíny svého otce, kromě své matky Safiye Sultan (Valide sultan v době jeho vlády), poslal do starého paláce. Mezi těmito konkubínami byla i Fahriyina matka, se kterou odešla do starého paláce také. Zůstala zde až do roku 1604, kdy byla provdána. Safiye Sultan všechny své dcery provdala jen z politických důvodů. 
V roce 1603 zemřel i sultán Mehmed III. a na trůn nastoupil jeho třináctiletý syn Ahmed I. Současně přišla k moci i jeho matka Handan Sultan. Ahmed ale omezil její vliv na politiku a Handan se tak zabývala čistě jen harémem. Díky ní byla Fahriye provdána za jednoho z jejích stoupenců, Çuhadara Ahmeda Pašu. Manželství zůstala bezdětné a paša zemřel v roce 1618. 
Smrt Ahmeda Paši přišla ale v nevhodný moment. Bylo to rok po smrti sultána Ahmeda I. Na trůn poté nastoupil jeho bratr Mustafa I., ale po třech měsících byl sesazen Ahmedovým synem, Osmanem II. V této době žila Fahriye v hlavním paláci a pobírala stejný plat jako ostatní členové dynastie. Bylo pro ni plánováno druhé manželství, ale údajně se sňatek nikdy nekonal. Osman II. byl také svržen z trůnu a na trůn se vrátil zpět Mustafa a jeho matka Halime Sultan se stala Valide sultánkou. V roce 1623 byl Mustafa svržen dalším synem Ahmeda, Muradem IV. Nová Valide Kösem Sultan nebyla spokojena s neprovdanými sultánkami a Fahriyi nakonec provdala. Nejsou žádné údaje o tom, kdy a kde se svatba konala ani o tom, koho si vzala. Její další osud není znám. Poslední zmínky v harémových záznamech o ní pochází z roku 1641, ale historikové spekulují, že zemřela až v roce 1656.

## V populární kultuře
Postava Fahriye Sultan se vyskytuje v první sérii tureckého televizního seriálu Muhteşem Yüzyıl: Kösem (2015–17), kde ji ztvárnila herečka Gülcan Arslan. Její osud je však dosti nepřesně zobrazen a příběh týkající se Fahriye není historicky přesný.